# Svend al II-lea al Danemarcei
Svend al II-lea Estridson - în norvegiana veche: Sveinn Ástríðarson, în daneza: Svend Estridsen -  (n. 1020, Anglia, Regatul Unit – d. 28 aprilie 1076, Soderup⁠(d), Comuna Holbæk, regiunea Sjælland, Danemarca) a fost regele Danemarcei din 1047 până la moartea sa, în 1076. El a fost fiul lui Ulf Jarl și a soției sale, Estrid Svendsdatter. A fost căsătorit de trei ori și a avut 20 de copii sau mai mulți, inclusiv cei cinci viitori regi: Harald al III-lea al Danemarcei, Knut al IV-lea al Danemarcei, Olaf I al Danemarcei, Eric I al Danemarcei și Niels al Danemarcei, din afara căsătoriilor.

## Ascensiunea la tron
Svend s-a născut în Anglia, ca fiu al norvegianului Ulf Jarl și a soției sale, Estrid Svendsdatter, fiica regelui Svend I al Danemarcei și sora regelui Knut cel Mare. Svend a crescut ca un lider militar și a servit pentru o vreme sub regele Anund Iacob al Suediei. El a jefuit zona Elbe-Weser în 1040, dar a fost prins de Arhiepiscopul de Hamburg-Bremen și eliberat la scurt timp după aceea.
Svend a fost făcut Conte sub regele danez Hardeknud și a condus o campanie personală împotriva Norvegiei, dar a fost învins de către Magnus I al Norvegiei. Când Hardeknud a murit în 1042, Magnus a revendicat tronul danez și l-a făcut pe Sverd, contele său la Jutland. Sverd a luptat pentru Magnus în bătălia de la Lyrskov Heath în 1043. Svend a câștigat o reputație mare la Lyrskov Heath și nobilii danezi l-au încoronat rege la Viborg, în Jutland. El a fost învins de către Magnus în mai multe rânduri și a fost nevoit să fugă în Suedia. În cele din urmă, a reușit să se întoarcă și s-a stabilit în Scania.
Războiul dintre Magnus și Svend a durat până în 1045, când unchiul lui Magnus, Harald Hardrada s-a întors în Norvegia din exil. Harals și Svend și-au unit forțele și Magnus a decis să împartă tronul Norvegiei cu Harald. În 1047, Magnus a murit după ce a declarat pe patul de moarte că împărăția lui va fi împărțită astfel: Harald prelua Norvegia în timp ce Svend devenea regele Danemarcei.

## Lupta cu Harald Hardrada
Harald, care nu dorea să renunțe la Danemarca, l-a atacat pe Svend și a dus un război îndelungat. Hedeby fusese demis în 1050 iar Harald, l-a demis și pe Aarhus. Svend fusese aproape capturat de Harald în 1050, atunci când Harald a atacat coasta Iutlandei, încărcându-și navele cu bunuri și ostatici. Flota lui Svend a prins flota de norvegieni și Harald a ordonat oamenilor săi să arunce bunurile capturate, gândindu-se că așa i-ar putea opri pe danezi. Svend a ordonat oamenilor săi să părăsească bunurile și să se ducă după Harald. Svend a fost aproape de a-și pierde viața în bătălia de la Nisa din largul coastei Halland, în 1062. În conformitate cu legendele, Harald și Svend trebuiau să se întâlnească într-o bătălie finală și decisivă la Elv, în primăvara anului 1062. Când Svend și armata daneză nu s-a prezentat, Harald a trimis acasă o mare parte din armata sa, păstrând doar războinicii profesioniști în flotă. Când Svend a ajuns în cele din urmă, flota numeroasă a lui Harald scăzuse de la 300 la 150 de nave. Flotele s-au întâlnit în timpul nopții și lupta a durat până dimineață, când danezii au început să fugă. Svend a reușit să scape din luptă, a ajuns pe pământ și s-a refugiat la casa unui țăran pentru a cere ceva de mâncare, apoi i s-a dat un cal și si-a continuat drumul în Zealanda.

## Consolidarea puterii
Conexiunea lui Svend cu linia daneză de succesiune a fost prin mama sa, Estrid Svendsdatter, luându-și numele Estridsson după ea, subliniind legătura lui cu regalitatea daneză. De asemenea, el și-a bătut propriile monede.
Svend a căutat să-și consolideze puterea prin intermediul legăturilor cu biserica, precum și cu puterile străine și a căutat în mod activ prietenia papilor. El a vrut ca fiul său cel mare, Knut al IV-lea al Danemarcei să fie încoronat de către Papă, însă a murit în drum spre Roma. El a fost aliat cu Henric al III-lea, Împăratul Roman, împotriva lui Baldwin de Flandra, în 1049 și Svend l-a asistat pe cumnatul său în Războiul Civil din Liutizi, din 1057.
După ce Harald Hardrada a fost învins și ucis în bătălia de la Stamford Bridge și William Cuceritorul a cucerit Anglia. Svend a îndreptat alianța cu Anglia, țară condusă odată de unchiul său, Knut cel Mare. El și-a unit forțele cu Edgar Ætheling, ultimul moștenitor rămas din casa roială anglo-saxonă și a trimis o forță pentru a-l ataca pe regele William, în 1069. Cu toate acestea, după capturarea Yorkului, Svend a acceptat o plată de la William pentru ca Edgar să dezerteze, acesta revenind în exilul din Scoția. 
Regele Svend a murit la ferma sa Søderup, în apropiere de Urnehoved Tingsted, în apropierea orașului Åbenrå. Cronicile daneze datează moartea sa în anul 1074, în timp ce unele surse de mai târziu susțin că a avut loc în 1076. Trupul regelui a fost dus la Catedrala Roskilde, unde a fost îngropat alături de rămășițele Episcopului Vilhelm. Mai târziu, Svend a fost denumit părintele regilor, deoarece dintre cei 20 fii ai săi, cinci au devenit regi ai Danemarcei.

## Căsătoria și copii
Prima căsătorie a lui Svend a fost cu Gyda a Suediei, fiica regelui Anund Iacov al Suediei. A doua căsătorie a avut loc în 1050, cu Gunnhildr Sveinsdóttir, mama vitregă a Gydei. Arhiepiscopul de Hamburg-Bremen a ordonat ca uniunea să fie dizolvată, ceea ce a fost efectuată de către Papa Leon al IX-lea. După moartea lui Harald Hardrada, Svend s-a căsătorit cu văduva lui, Tora Torbergsdatter. El a avut mai multe amante cu care a conceput cel puțin 19 de copii. 
Cu Gunnhildr:
- Svend Svendsen, care a murit tânăr

Cu amantele sale:
- Knud Magnus
- Harald al III-lea al Danemarcei
- Knut al IV-lea al Danemarcei
- Olaf I al Danemarcei
- Eric I al Danemarcei
- Svend Tronkræver
- Ulf Svendsen
- Benedict Svendsen
- Bjørn Svendsen, Duce de Nordalbingien
- Niels al Danemarcei
- Sigrid Svendsdatter, soția prințului Gottschalk
- Ingerid, soția lui Olaf al III-lea al Norvegiei
- Sweyn
- Thorgils Svendsen
- Sigurd Svendsen, a murit în război
- Guttorm Svendsen
- Ømund Svendsen
- Gunhild Svendsdatter (Helene)
- Ragnhild Svendsdatter, soția lui Svein Aslaksson